# 睾丸癌
睾丸癌（英語：Testicular cancer）是一种发展于男性生殖系统之一睾丸上的癌症。
在美國，每年約8,000至9,000人被診斷出患有睪丸癌。男人一生中得到睪丸癌的機率大約為0.4%。睪丸癌最常出現於15到34歲的男性身上，特別是約25歲的年紀。睪丸癌是所有癌症中治癒率最高的一種，超過90%都能治癒，如果沒有遠端轉移的話，基本上有100%的治癒率。

## 象徵絲帶
- 紅藍絲帶

## 风险因素
隐睾症患者有比正常人高 5-10 倍的睾丸癌发病率。